# Grattacieli più alti della Malaysia

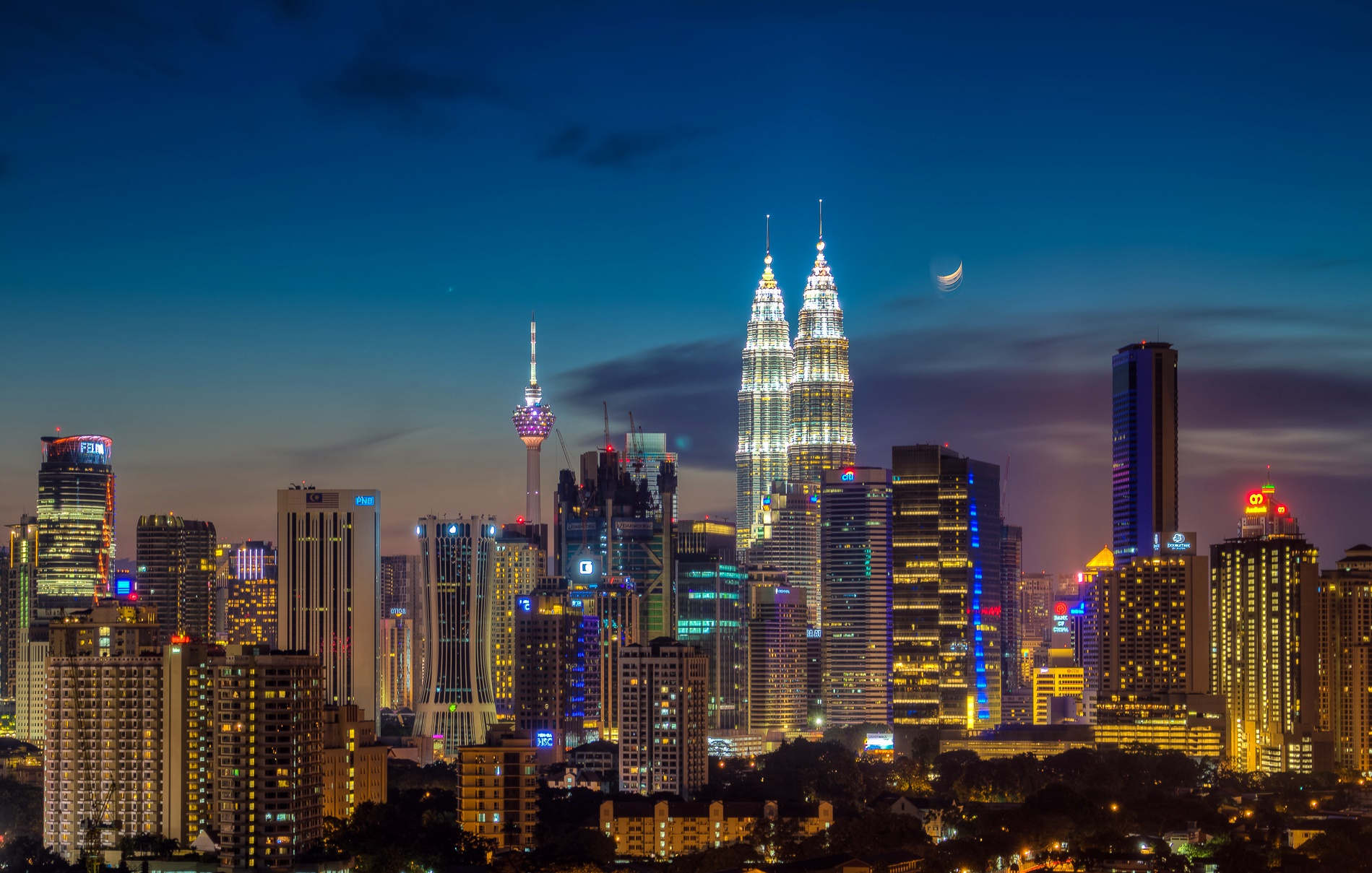
Vista di Kuala Lumpur al tramonto

Questa è una lista dei grattacieli più alti della Malaysia ordinati per altezza.
La Malaysia negli ultimi decenni ha ultimato la costruzione di numerosi grattacieli. La maggior parte di questi si trovano nella capitale Kuala Lumpur.
Le Torri Petronas sono state gli edifici più alti del mondo dal 1998 al 2004 e rimangono le torri gemelle più alte del mondo. Sono state inoltre gli edifici più alti della Malaysia dal 1998 al 2017, con un'altezza di 451,9 metri, fino a quando l'Exchange 106 con un'altezza attuale di 452 metri le ha superate (anche se di pochi centimetri).

## Elenco delle città per numero di grattacieli
Questa è una lista dei grattacieli completati o strutturalmente completi più alti di 100 metri costruiti in ogni città.
| Posizione | Città         | Edifici |
| --------- | ------------- | ------- |
| 1         | Kuala Lumpur  | 681     |
| 2         | Penang Island | 208     |
| 3         | Johor Bahru   | 138     |
| 4         | Petaling Jaya | 88      |
| 5         | Subang Jaya   | 25      |
| 6         | Shah Alam     | 22      |
| 7         | Malacca       | 20      |
| 8         | Cyberjaya     | 19      |
| 9         | Putrajaya     | 7       |
| 10        | Kajang        | 3       |

## Edifici più alti
| Posizione | Edificio                                   | Immagine      | Città         | Altezza (metri) | Piani | Costruito                            | Note                                                                                                 |
| --------- | ------------------------------------------ | ------------- | ------------- | --------------- | ----- | ------------------------------------ | --- |
| 1         | Merdeka 118                                |               | Kuala Lumpur  | 678             | 118   | 2023                                 | Edificio più alto del paese dal 2023.                                                                |
| 2         | The Exchange 106                           |               | Kuala Lumpur  | 452             | 106   | 2019                                 | Era l'edificio più alto del paese dal 2017.                                                          |
| 3         | Petronas Tower 1                           |               | Kuala Lumpur  | 452             | 88    | 1998                                 | Edifici più alti di Kuala Lumpur e del paese (1998–2017) grattacieli più alti del mondo (1998–2004). |
| 3         | Petronas Tower 2                           | Kuala Lumpur  | 452           | 88              | 1998  | Le torri gemelle più alte del mondo. | |
| 4         | Four Seasons Place KL                      |               | Kuala Lumpur  | 343             | 65    | 2018                                 | Hotel più alto del sud-est                                                                           |
| 5         | Telekom Tower                              |               | Kuala Lumpur  | 310             | 55    | 2001                                 | – |
| 6         | The Astaka Tower A                         |               | Johor Bahru   | 279             | 72    | 2018                                 | L'edificio più alto di Johor Bahru. L'edificio residenziale più alto del sud-est asiatico.           |
| 7         | Ilham Tower                                |               | Kuala Lumpur  | 274             | 58    | 2016                                 | – |
| 8         | Petronas Tower 3                           |               | Kuala Lumpur  | 267             | 60    | 2012                                 | – |
| 9         | Vortex Tower                               |               | Kuala Lumpur  | 260             | 58    | 2016                                 | – |
| 10        | The Astaka Tower B                         |               | Johor Bahru   | 256             | 67    | 2018                                 | |
| 11        | KOMTAR Tower                               |               | George Town   | 249             | 68    | 1985                                 | Edificio più alto dell'isola di Penang.                                                              |
| 12        | Maybank Tower                              |               | Kuala Lumpur  | 244             | 50    | 1988                                 | Edificio più alto di Kuala Lumpur (1988-1998).                                                       |
| 13        | The Vogue Suites One                       |               | Kuala Lumpur  | 243             | 63    | 2017                                 | |
| 13        | Grand Hyatt Kuala Lumpur                   |               | Kuala Lumpur  | 243             | 37    | 2012                                 | |
| 14        | Banyan Tree Signature                      |               | Kuala Lumpur  | 240             | 55    | 2016                                 | |
| 15        | Vista Tower                                |               | Kuala Lumpur  | 238             | 62    | 1994                                 | Conosciuto anche come Empire Tower.                                                                  |
| 16        | Tropicana The Residence & W Hotel          |               | Kuala Lumpur  | 232             | 55    | 2017                                 | |
| 17        | Elite Pavilion Tower                       |               | Kuala Lumpur  | 230             | 50    | 2017                                 | |
| 18        | Altus (Setia Sky 88)                       |               | Johor Bahru   | 220             | 60    | 2017                                 | |
| 18        | Bay Laurel Tower 1                         |               | Johor Bahru   | 220             | 55    | 2017                                 | |
| 18        | Royal Strand Tower 3                       |               | Johor Bahru   | 220             | 55    | 2017                                 | |
| 18        | Sora (Setia Sky 88)                        |               | Johor Bahru   | 220             | 55    | 2017                                 | |
| 18        | Nube (Setia Sky 88)                        |               | Johor Bahru   | 220             | 55    | 2017                                 | |
| 19        | Felda Tower                                |               | Kuala Lumpur  | 216             | 50    | 2012                                 | |
| 19        | Naza Tower                                 |               | Kuala Lumpur  | 216             | 50    | 2015                                 | |
| 20        | Tri Tower Residences I                     |               | Johor Bahru   | 215             | 54    | 2018                                 | |
| 20        | Tri Tower Residences III                   |               | Johor Bahru   | 215             | 54    | 2018                                 | |
| 21        | Maxis Tower                                |               | Kuala Lumpur  | 212             | 49    | 1998                                 | |
| 22        | Sentral Residences A                       |               | Kuala Lumpur  | 210             | 58    | 2017                                 | |
| 22        | Sentral Residences B                       |               | Kuala Lumpur  | 210             | 58    | 2017                                 | |
| 22        | AmBank Tower                               |               | Kuala Lumpur  | 210             | 50    | 1998                                 | |
| 22        | JKG Tower                                  |               | Kuala Lumpur  | 210             | 32    | 2016                                 | |
| 23        | The St. Regis Kuala Lumpur                 |               | Kuala Lumpur  | 205             | 48    | 2016                                 | |
| 23        | Q Sentral Tower A                          |               | Kuala Lumpur  | 205             | 48    | 2014                                 | |
| 23        | Q Sentral Tower B                          |               | Kuala Lumpur  | 205             | 48    | 2014                                 | |
| 24        | The Troika Tower 3                         |               | Kuala Lumpur  | 204             | 50    | 2010                                 | |
| 25        | Bay Laurel Tower 2                         |               | Johor Bahru   | 203             | 51    | 2017                                 | |
| 25        | Berjaya Times Square Tower A               |               | Kuala Lumpur  | 203             | 48    | 2003                                 | |
| 25        | Berjaya times Square Tower B               |               | Kuala Lumpur  | 203             | 48    | 2003                                 | |
| 26        | K Residence                                |               | Kuala Lumpur  | 202             | 52    | 2008                                 | Primo condominio di lusso in Malaysia                                                                |
| 27        | Platinum Face Suite Tower A                |               | Kuala Lumpur  | 200             | 51    | 2015                                 | |
| 27        | Kings Bay Tower 1                          |               | Johor Bahru   | 200             | 50    | 2017                                 | |
| 27        | Le Nouvel                                  |               | Kuala Lumpur  | 200             | 49    | 2016                                 | |
| 27        | Lot G, KL Sentral                          |               | Kuala Lumpur  | 200             | 45    | 2013                                 | |
| 28        | Menara Multi Purpose                       |               | Kuala Lumpur  | 198             | 40    | 1994                                 | |
| 28        | Capital Square Tower 2                     |               | Kuala Lumpur  | 198             | 40    | 2014                                 | |
| 29        | Maju Perdana One                           |               | Kuala Lumpur  | 196             | 50    | 2002                                 | |
| 29        | The Lovell                                 |               | Johor Bahru   | 196             | 49    | 2017                                 | |
| 30        | Hatten City Silverscape Residences Tower 1 |               | Malacca       | 195             | 45    | 2017                                 | |
| 30        | Hatten City Silverscape Residences Tower 2 |               | Malacca       | 195             | 45    | 2017                                 | |
| 31        | Standard Chartered Tower                   |               | Kuala Lumpur  | 193             | 43    | 1990                                 | |
| 33        | Citibank Tower                             |               | Kuala Lumpur  | 190             | 50    | 1995                                 | |
| 34        | Setia V Residence A                        |               | Penang Island | 189             | 48    | 2017                                 | Completato nel 2018.                                                                                 |
| 35        | Ritz-Carlton Residences                    |               | Kuala Lumpur  | 187             | 48    | 2015                                 | |
| 35        | Bangkok Bank Tower                         |               | Kuala Lumpur  | 187             | 48    | 2015                                 | |
| 35        | Green Haven Service Apartment A            |               | Johor Bahru   | 187             | 47    | 2018                                 | |
| 35        | Amberside Tower 2                          |               | Johor Bahru   | 187             | 47    | 2017                                 | |
| 35        | Royal Strand Tower 2                       |               | Johor Bahru   | 187             | 47    | 2017                                 | |
| 36        | Marinara Financial Center                  |               | Kuala Lumpur  | 186             | 36    | 2000                                 | |
| 37        | Grand Seasons Hotel                        |               | Kuala Lumpur  | 184             | 40    | 1998                                 | |
| 38        | Amberside Tower 3                          |               | Johor Bahru   | 183             | 46    | 2017                                 | |
| 38        | Royal Strand Tower 1                       |               | Johor Bahru   | 183             | 46    | 2017                                 | |
| 38        | The Binjai Tower A                         |               | Kuala Lumpur  | 183             | 45    | 2007                                 | |
| 39        | Tri Tower Residences II                    |               | Johor Bahru   | 179             | 45    | 2018                                 | |
| 39        | Green Haven Service Apartment B            |               | Johor Bahru   | 179             | 45    | 2018                                 | |
| 39        | The Binjai Tower B                         |               | Kuala Lumpur  | 179             | 44    | 2007                                 | |
| 39        | Public Mutual                              |               | Kuala Lumpur  | 179             | 42    | 2016                                 | |
| 40        | Pavilion Service Apartment 1               |               | Kuala Lumpur  | 178             | 44    | 2009                                 | |
| 41        | The Troika Tower 2                         |               | Kuala Lumpur  | 177             | 44    | 2010                                 | |
| 42        | Kings Bay Tower 2                          |               | Johor Bahru   | 175             | 45    | 2017                                 | |
| 42        | Grand Hyatt Hotel                          |               | Kuala Lumpur  | 175             | 43    | 2012                                 | |
| 42        | Dato' Onn Tower                            |               | Kuala Lumpur  | 175             | 40    | 1985                                 | |
| 42        | Menara Kerja Raya                          |               | Kuala Lumpur  | 175             | 37    | 2014                                 | |
| 43        | KPWKM Tower                                |               | Putrajaya     | 172             | 39    | 2011                                 | |
| 44        | PNB Tower                                  |               | Kuala Lumpur  | 171             | 45    | 1985                                 | |
| 44        | Meridin Suites A                           |               | Johor Bahru   | 171             | 43    | 2018                                 | |
| 44        | Bay Point Tower 5                          |               | Johor Bahru   | 171             | 43    | 2017                                 | |
| 44        | Tropicana Avenue                           |               | Petaling Jaya | 171             | 43    | 2015                                 | |
| 45        | Gurney Paragon East Tower                  |               | Penang Island | 170             | 43    | 2011                                 | |
| 45        | Gurney Paragon West Tower                  | Penang Island | 170           | 43              | 2011  |                                      | |
| 45        | Arte S Tower B                             |               | Penang Island | 170             | 49    | 2017                                 | |
| 45        | Public Bank Tower                          |               | Kuala Lumpur  | 170             | 36    | 1994                                 | |
| 45        | Cendana Condominium                        |               | Kuala Lumpur  | 170             | 45    | 2007                                 | |
| 45        | Dewan Bahasa dan Pustaka                   |               | Kuala Lumpur  | 170             | 37    | 2000                                 | |
| 46        | Green Haven Service Apartment C            |               | Johor Bahru   | 168             | 42    | 2018                                 | |
| 46        | Bora Residence                             |               | Johor Bahru   | 168             | 42    | 2017                                 | |
| 46        | Commerce Tower                             |               | Kuala Lumpur  | 168             | 42    | 2008                                 | |
| 46        | Prestige Tower                             |               | Kuala Lumpur  | 168             | 40    | 2011                                 | |
| 46        | Plaza Cygal, Office Tower I                |               | Kuala Lumpur  | 168             | 40    | 2000                                 | |
| 46        | Wisma Goldhill                             |               | Kuala Lumpur  | 168             | 37    | 1993                                 | |
| 47        | 9 Bukit Utama Aria                         |               | Petaling Jaya | 167             | 42    | 2010                                 | |
| 47        | 9 Bukit Utama Beva                         |               | Petaling Jaya | 167             | 42    | 2010                                 | |
| 47        | 9 Bukit Utama Ceta                         |               | Petaling Jaya | 167             | 42    | 2010                                 | |
| 47        | Empire Studio                              |               | Petaling Jaya | 167             | 42    | 2013                                 | |
| 48        | The Cove E                                 |               | Penang Island | 166             | 42    | 2014                                 | |
| 48        | The Cove F                                 | Penang Island | 166           | 42              | 2014  |                                      | |
| 48        | The Oval East Tower                        |               | Kuala Lumpur  | 166             | 40    | 2009                                 | |
| 48        | The Oval West Tower                        |               | Kuala Lumpur  | 166             | 40    | 2009                                 | |
| 48        | UOA Bangsar Tower                          |               | Kuala Lumpur  | 166             | 39    | 2009                                 | |
| 49        | The Ascent Paradigm                        |               | Petaling Jaya | 165             | 32    | 2015                                 | |
| 50        | Teega 1                                    |               | Johor Bahru   | 164             | 41    | 2017                                 | |
| 50        | Teega 2                                    |               | Johor Bahru   | 164             | 41    | 2017                                 | |
| 50        | Teega 3                                    |               | Johor Bahru   | 164             | 41    | 2017                                 | |
| 51        | The Shore Hotel & Residences               |               | Malacca       | 163             | 43    | 2014                                 | |
| 52        | The Avare                                  |               | Kuala Lumpur  | 162             | 40    | 2009                                 | |
| 52        | Keck Seng Tower                            |               | Kuala Lumpur  | 162             | 39    | 1997                                 | |
| 53        | Pavillion Residence A                      |               | Johor Bahru   | 160             | 40    | 2018                                 | |
| 53        | Pavillion Residence B                      |               | Johor Bahru   | 160             | 40    | 2018                                 | |
| 53        | Vertical Bangsar South                     |               | Kuala Lumpur  | 160             | 40    | 2015                                 | |
| 53        | The Troika Tower 1                         |               | Kuala Lumpur  | 160             | 38    | 2010                                 | |
| 53        | Shell & Ascott Tower                       |               | Kuala Lumpur  | 160             | 37    | 2014                                 | |
| 54        | Five Stones                                |               | Petaling Jaya | 159             | 40    | 2012                                 | |
| 54        | PJ8 Service Suites                         |               | Petaling Jaya | 159             | 40    | 2009                                 | |
| 54        | Tropicana Grande 1                         |               | Petaling Jaya | 159             | 40    | 2013                                 | |
| 54        | Tropicana Grande 2                         |               | Petaling Jaya | 159             | 40    | 2013                                 | |
| 54        | Tropicana Grande 3                         |               | Petaling Jaya | 159             | 40    | 2013                                 | |
| 54        | Tropicana Grande 4                         |               | Petaling Jaya | 159             | 40    | 2013                                 | |
| 54        | Atlantis Residence A                       |               | Malacca       | 159             | 40    | 2018                                 | |
| 54        | Atlantis Residence B                       |               | Malacca       | 159             | 40    | 2018                                 | |
| 54        | Atlantis Residence C                       |               | Malacca       | 159             | 40    | 2018                                 | |
| 54        | Atlantis Residence D                       |               | Malacca       | 159             | 40    | 2018                                 | |
| 55        | The Cove A                                 |               | Penang Island | 158             | 40    | 2007                                 | |
| 55        | The Cove B                                 | Penang Island | 158           | 40              | 2007  |                                      | |
| 55        | The Cove C                                 | Penang Island | 158           | 40              | 2007  |                                      | |
| 55        | The Cove D                                 | Penang Island | 158           | 40              | 2007  |                                      | |
| 55        | The Maritime Suite B                       |               | Penang Island | 158             | 40    | 2014                                 | |
| 55        | Shineville Park Condominium                |               | Penang Island | 158             | 40    | 2014                                 | |
| 55        | Integra Tower                              |               | Kuala Lumpur  | 158             | 40    | 2013                                 | |
| 55        | OneKL                                      |               | Kuala Lumpur  | 158             | 45    | 2009                                 | |
| 56        | Dayabumi Complex                           |               | Kuala Lumpur  | 157             | 36    | 1984                                 | Edificio più alto di Kuala Lumpur (1984-1985).                                                       |
| 57        | Bay Point Tower 4                          |               | Johor Bahru   | 156             | 39    | 2017                                 | |
| 57        | Bay Point Tower 6                          |               | Johor Bahru   | 156             | 39    | 2017                                 | |
| 57        | Meridin@The Medini B                       |               | Johor Bahru   | 156             | 39    | 2017                                 | |

## Grattacieli in costruzione
| Edificio                              | Città         | Altezza (m) | Piani | Completamento stimato |
| ------------------------------------- | ------------- | ----------- | ----- | --------------------- |
| Fairmont KL Tower 1                   | Kuala Lumpur  | 380 m       | 78    | 2020                  |
| Coronation Square Tower               | Johor Bahru   | 370 m       | 78    | 2021                  |
| Oxley Tower                           | Kuala Lumpur  | 341 m       | 79    | 2021                  |
| M101 Skywheel                         | Kuala Lumpur  | 316.6 m     | 79    | 2022                  |
| Southpoint: Mid Valley Tower Of Light | Kuala Lumpur  | 286 m       | 60    | TBD                   |
| Fairmont KL Tower 2                   | Kuala Lumpur  | 278 m       | 71    | 2020                  |
| STAR Residences & Boulevard           | Kuala Lumpur  | 265 m       | 58    | TBD                   |
| Vogue Suites, KL Eco City             | Kuala Lumpur  | 243 m       | 63    | 2017                  |
| WF Tower 1                            | Johor Bahru   | 239 m       | 60    | 2023                  |
| WF Tower 2                            | Johor Bahru   | 239 m       | 60    | 2023                  |
| Tropicana The Residence & W Hotel     | Kuala Lumpur  | 232 m       | 55    | 2016                  |
| Elite Pavilion                        | Kuala Lumpur  | 230 m       | 50    | 2017                  |
| Equatorial Plaza                      | Kuala Lumpur  | 225 m       | 51    | TBD                   |
| Sentral Residences (×2 towers)        | Kuala Lumpur  | 210 m       | 57    | 2017                  |
| Sky Suites @ KLCC (×3 towers)         | Kuala Lumpur  | 209 m       | 62    | TBD                   |
| Expressionz Professional Suites       | Kuala Lumpur  | 208 m       | 52    | TBD                   |
| Arte S Tower B                        | Penang Island | 170 m       | 49    | 2015                  |
| Pinnacle & Sheraton Hotel             | Petaling Jaya | 165 m       | 45    | 2017                  |
| Setia V Residence                     | Penang Island | 189 m       | 48    | 2016                  |
| Celcom HQ                             | Petaling Jaya | 140 m       | 35    | 2017                  |

### In stallo
| Edificio                    | Città        | Altezza (m) | Piani | Completamento stimato |
| --------------------------- | ------------ | ----------- | ----- | --------------------- |
| Plaza Rakyat                | Kuala Lumpur | 382 m       | 79    | –                     |
| Grand Duta Hyatt            | Kuala Lumpur | 243 m       | 52    | –                     |
| Cecil Chao Centre (3 torri) | Kuala Lumpur | 158 m       | 50    | –                     |

### Proposti
| Edificio                                  | Città         | Altezza (m) | Piani | Completamento stimato |
| ----------------------------------------- | ------------- | ----------- | ----- | --------------------- |
| KLCC East Gate Tower                      | Kuala Lumpur  | 700 m       | 145   | 2035                  |
| Tradewinds Square                         | Kuala Lumpur  | 608 m       | 150   | 2025                  |
| 1 Financial Trade Center                  | Malacca       | 436 m       | 110   | –                     |
| KL Vertical City                          | Kuala Lumpur  | 418 m       | –     | –                     |
| Hao Yuan Tower                            | Johor Bahru   | 406 m       | 102   | 2019                  |
| BBCC Signature Tower                      | Kuala Lumpur  | 400 m       | 80    | 2025                  |
| Umno new HQ @ PWTC                        | Kuala Lumpur  | 351 m       | 70    | –                     |
| Jewel I-City                              | Shah Alam     | 350 m       | 68    | –                     |
| IBN Bukit Bintana                         | Kuala Lumpur  | 325 m       | 69    | –                     |
| Tradewinds Square #2                      | Kuala Lumpur  | 308 m       | 65    | –                     |
| R&F Tower                                 | Johor Bahru   | 307 m       | 79    | –                     |
| Sky @ Vintage Bay 1                       | Johor Bahru   | 299 m       | 60    | –                     |
| Sky @ Vintage Bay 2                       | Johor Bahru   | 299 m       | 60    | –                     |
| Dayabumi redevelopment                    | Kuala Lumpur  | 293 m       | 60    | –                     |
| Gateway Beacon Tower                      | Malacca       | 288 m       | 80    | –                     |
| D'Twist                                   | Petaling Jaya | 285 m       | 72    | –                     |
| 8 Conlay - Kempinski Hotel & Residence    | Kuala Lumpur  | 283 m       | 72    | –                     |
| Aurora Tower (Angkasa Raya redevelopment) | Kuala Lumpur  | 268 m       | 65    | –                     |
| 8 Conlay - YOO8 Residence                 | Kuala Lumpur  | 260 m       | 62    | –                     |
| 8 Conlay - office tower                   | Kuala Lumpur  | 240 m       | 57    | –                     |
| TA3                                       | Kuala Lumpur  | 240 m       | 60    | –                     |
| Marina Bay Suites                         | Johor Bahru   | 238 m       | 50    | –                     |
| Runnymede Bay                             | Penang Island | 211 m       | 61    | –                     |
| Colony by Infinitum                       | Kuala Lumpur  | 200 m       | 56    | –                     |
| TA4                                       | Kuala Lumpur  | 200 m       | 50    | –                     |
| Marriott Gurney                           | Penang Island | 190 m       | 55    | –                     |
| Urban Suite I                             | Penang Island | -           | 52    | –                     |

## Cronologia edifici più alti
| Edificio                    | Immagine | Altezza (m) | Piani | Città        | Anni come edificio più alto | Note                                                                              |
| --------------------------- | -------- | ----------- | ----- | ------------ | --------------------------- | --------------------------------------------------------------------------------- |
| Menara Condong              |          | 25          | 3     | Teluk Intan  | 1885–1897 (12 anni)         |                                                                                   |
| Sultan Abdul Samad Building |          | 41          |       | Kuala Lumpur | 1897–1942 (45 anni)         |                                                                                   |
| Sultan Ibrahim Building     |          | 60          |       | Johor Bahru  | 1942–1960 (18 anni)         |                                                                                   |
| Bangunan Lee Yan Lian       |          | 73          | 18    | Kuala Lumpur | 1960–1963 (3 anni)          |                                                                                   |
| Bangunan Parlimen           |          | 77          | 20    | Kuala Lumpur | 1963–1973 (10 anni)         |                                                                                   |
| UMBC Building               |          | 102         | 28    | Kuala Lumpur | 1971–1973 (2 anni)          |                                                                                   |
| Crowne Plaza Mutiara KL     |          | 123         | 36    | Kuala Lumpur | 1973–1978 (5 anni)          | Demolito nel 2015.                                                                |
| Menara Bank Muamalat        |          | 133         | 33    | Kuala Lumpur | 1978–1983 (5 anni)          |                                                                                   |
| Menara KH                   |          | 152         | 36    | Kuala Lumpur | 1983–1984 (1 anno)          | Primo edificio con un rivestimento completamente in vetro.                        |
| Dayabumi Complex            |          | 157         | 36    | Kuala Lumpur | 1984–1985 (1 anno)          |                                                                                   |
| KOMTAR Tower                |          | 232         | 65    | George Town  | 1985–1988 (3 anni)          | Secondo edificio più alto d'Asia quando venne inaugurato.                         |
| Maybank Tower               |          | 244         | 50    | Kuala Lumpur | 1988–1998 (10 anni)         |                                                                                   |
| Petronas Towers 1 & 2       |          | 451.9       | 88    | Kuala Lumpur | 1998–2017 (19 anni)         | Torri gemelle più alte del mondo. Grattacieli più alti del mondo dal 1998 al 2004 |
| The Exchange 106            |          | 452         | 106   | Kuala Lumpur | 2017–2023                   |                                                                                   |
| Merdeka 118                 |          | 678         | 118   | Kuala Lumpur | 2023-presente               |                                                                                   |